# 二氟氯碘甲烷
二氟氯碘甲烷是一种有机化合物，化学式为CClF2I。它可由二氟氯乙酸甲酯、LiCl/HMPA和碘或一溴化碘在90~95 °C反应，或二氟氯乙酸银和碘在120~260 °C反应得到：
CClF2COOAg + I2 → CClF2I + CO2 + AgBr
六氟乙烷或三氟氯甲烷和碘的电感耦合等离子体（12 MHz）反应也能得到二氟氯碘甲烷。